# Englegård - næste sommer
Englegård - næste sommer er en svensk dramafilm fra 1994 skrevet og instrueret af Colin Nutley. Filmen blev efterfulgt af Englegård - alle gode gange 3 i 2010.  

## Handling
Fanny og Zac er tilbage, efter hun sidste år arvede Englegård. Alle ser frem til deres nye ophold. Axel har fortalt Fanny, at han er hendes far, men hvem ellers? Ivar tror også, han er hendes.

## Medvirkende
- Helena Bergström som Fanny Zander
- Rikard Wolff som Zac
- Ernst Günther som Gottfrid Pettersson
- Tord Peterson som Ivar Pettersson
- Sven Wollter som Axel Flogfält
- Viveka Seldahl som Rut Flogfält
- Ron Dean som Sven Pettersson
- Reine Brynolfsson som Henning Collmer
- Jan Mybrand som Per-Ove Ågren
- Jakob Eklund som Mårten Flogfält
- Ing-Marie Carlsson som Eva Ågren
- Peter Andersson som Ragnar Zetterberg